# Vanda Chaloupková
Vanda Chaloupková (* 21. května 1991 Ostrava) je česká herečka.

## Počátky
Vanda Chaloupková se narodila v Ostravě, kde vystudovala Janáčkovu konzervatoř. První herecké zkušenosti během studia získávala v Národním divadle moravskoslezském.

## Kariéra
Vanda Chaloupková je známá díky svým rolím v televizních seriálech. K těm patří například Ulice, Ordinace v růžové zahradě, Slunečná či 4teens.
Nejvíce se do povědomí veřejnosti dostala díky účinkování v televizních reklamách společnosti Vodafone, kde se objevovala například s Josefem Dvořákem či Karlem Heřmánkem.
V současné době[kdy?] účinkuje v Divadle Na Fidlovačce.
Mezi lety 2019 a 2020 hrála v seriálu Modrý kód postavu Veroniky Jánské, v roce 2021 v seriálu Slunečná ztvárnila roli Evy Kozákové, osobní bodyguardky Janka Linharta.

## Filmografie

### Filmy
- 2010 – Mezi nimi
- 2012 – Dvanáct měsíčků
- 2015 – Fotograf
- 2019 – Abstinent
- 2022 – Láska hory přenáší
- 2022 – Prezidentka

### Televizní seriály
- 2005 – Ulice, Ordinace v růžové zahradě
- 2011 – 4teens
- 2012 – Život je ples
- 2017 – První republika II
- 2019–2020 – Modrý kód
- 2021 – Slunečná
- 2023 – Malá velká liga
- 2025 – ZOO Nové začátky